# Mariló (revista de Valenciana)
Mariló fue una revista femenina publicada en España entre 1950 y 1959 por Editorial Valenciana.

## Trayectoria
Editorial Valenciana lanzó el primer número de "Mariló" en 1950, siguiendo la estela de "Florita" (1949) de ediciones Cliper. Presentaba, sin embargo, importantes diferencias respecto a aquella:
- Inclusión de material humorístico de autores de la editorial, como Alamar, Karpa, Palop, Sabates y Serafín.
- Menor tono pedagógico.
- Orientación hacia las clases bajas y medias en vez de altas.
- Periodicidad quincenal en vez de semanal.[1]

Con un formato variable, contenía las siguientes series:
| Aparición | Número    | Título                     | Guionista             | Dibujante       | Comentario              |
| --------- | --------- | -------------------------- | --------------------- | --------------- | ----------------------- |
| 1950      |           | Linda y Bing               | M. Fuentes, Tortajada | José Luis       | Nueva                   |
| 1952      | 45 a      | Mariló                     | José Grau             | José Grau       |                         |
| 195       |           | Ondina                     | José Grau             | José Grau       | Historieta de aventuras |
| 195       |           | Rudy Pecas                 | José Grau             | José Grau       |                         |
| 195       | 111 a 117 | Albertina                  | José Grau             | José Grau       |                         |
| 1952      |           | Jimi y Puck                | José Luis             | José Luis       |                         |
| 195       |           | Marisa                     | Prieto Coronado       | Priero Coronado |                         |
| 1954      |           | Linda y Bing               | Vicente Tortajada     | José Lanzón.    | Nueva                   |
| 1954      |           | Matilde, niña revoltosa    | Pedro Alférez         | Pedro Alférez   |                         |
| 1954      |           | Anita, secretaria perfecta | Pedro Alférez         | Pedro Alférez   |                         |
| 1954      |           | Los gemelos Dolly          | Pedro Alférez         | Pedro Alférez   |                         |
| 1957      |           | Cosas del internado        | Vicente Tortajada     | José Lanzón     | Nueva                   |

Hacia 1958 empezó a incluir fotogramas de películas.

## Legado e influencia
"Mariló" fue el primer tebeo para niñas que incluyó historietas cómicas de los autores de su editorial, adelantándose así a revistas de Bruguera como "Sissi", "Mundo Juvenil" y "Lily".